# Söderköping (gemeente)
Söderköping is een Zweedse gemeente in Östergötland. De gemeente behoort tot de provincie Östergötlands län. Ze heeft een totale oppervlakte van 1329,5 km² en telde 14.095 inwoners in 2004.

## Plaatsen
- Söderköping
- Västra Husby
- Östra Ryd
- Mogata
- Snöveltorp
- Alboga (zuidelijk deel)
- Bottna